# Instituto Max Planck de Psicolinguística
Instituto Max Planck de Psicolinguística (em alemão: Max-Planck-Institut für Psycholinguistik; em holandês: Max Planck Instituut voor Psycholinguïstiek) é uma instituição de pesquisa científica situada na Universidade Radboud de Nimega, nos Países Baixos. Fundada em 1980 por Pim Levelt, é a única instituição no mundo inteiramente dedicada à psicolinguística, além de ser um dos três institutos da Sociedade Max Planck fora da Alemanha.
O instituto é especializado em compreensão e produção da linguagem, aquisição da linguagem, linguagem e genética e a relação entre linguagem e cognição. Sua missão é realizar pesquisas básicas sobre os fundamentos psicológicos, sociais e biológicos dos fenômenos linguísticos. O objetivo é entender como a mente e o cérebro humanos processam a linguagem, como a linguagem interage com outros aspectos da mente e como aprender línguas bastante diferentes.
Há seis departamentos principais: o Departamento de Linguagem e Cognição, chefiado por Stephen Levinson; de Linguagem e Genética, por Simon Fisher; de Compreensão da Linguagem, por Anne Cutler; de Aquisição da Linguagem, por Caroline Rowland; de Neurobiologia da Linguagem, por Peter Hagoort; e de Psicologia da Linguagem, por Antje Meyer.